# 飛田本通駅
飛田本通駅（とびたほんどおりえき）は、かつて大阪府大阪市西成区にあった南海電気鉄道天王寺支線の駅。1993年（平成5年）に天王寺支線の廃止により廃駅となり、わずか8年半で姿を消した短命駅でもあった。
新規旅客の開拓を見込んで商店街との交差部の踏切脇に設けられた駅であったが、地下鉄の動物園前駅に近いので、乗降客はあまりいなかった。廃線後駅施設は撤去されたが、跡地は判別できる形で残っている。
西隣の今池町駅とはわずかに400 mしか離れておらず、ホームにいながらにして今池町駅が見渡せた。
当駅開業時に既に廃止されていた大門通駅は、当駅から100 mほど西に行ったところ、つまり現在の飛田本通商店街を挟んで反対側にあった。
当駅の附近にある門は、よく当駅舎の門と勘違いされるが、これはその昔、ジャンジャン町にあった大橋座の持ち主で附近一帯の大地主であった大橋氏の邸宅の跡である。

## 歴史
- 1984年（昭和59年）
  - 11月18日：南海天王寺支線天下茶屋 - 今池町間が廃止[1]。
  - 12月10日：今池町 - 天王寺間に当駅開業[1]。今池町と天王寺だけでは旅客数が伸び悩むため、新規旅客の開拓のため設置されたものである。
- 1993年（平成5年）4月1日：南海天王寺支線の残存路線廃止に伴い廃駅[2]。

## 駅構造
単式ホーム1面1線の地上駅。無人駅であり、駅舎はない。ホームは旧上り線の線路上に設けられた簡素なものだった。

## 利用状況
廃止前の一日平均乗車人員は、下記のとおり。
| 年度               | 1日平均 乗車人員 | 出典             |
| ------------------ | ---------------- | ---------------- |
| 1987年（昭和62年） | 182              | [ 大阪府統計 1 ] |
| 1988年（昭和63年） | 184              | [ 大阪府統計 2 ] |
| 1989年（平成元年） | 202              | [ 大阪府統計 3 ] |
| 1990年（平成02年） | 198              | [ 大阪府統計 4 ] |
| 1991年（平成03年） | 197              | [ 大阪府統計 5 ] |
| 1992年（平成04年） | 118              | [ 大阪府統計 6 ] |

## 駅周辺
当駅は、動物園前一番街と動物園前二番街（総称・飛田本通商店街）の間に設けられた踏切跡に隣接していた。なお、当駅跡付近の線路跡は公園として整備された。
- 動物園前駅 - 大阪市高速電気軌道（Osaka Metro）御堂筋線・堺筋線
- 飛田本通商店街
- 今池本通商店街
- 飛田遊廓跡
- オーエス劇場
- 松乃木大明神（猫塚）
- 「てんのじ村」の碑

#### 記事本文
1. 1 2 3  「私鉄年表」『私鉄車両編成表 '85年版』ジェー・アール・アール、1985年8月1日、140頁。
2. 1 2  “南海天王寺支線 なにわの庶民の足 93年の歴史に幕”. 交通新聞 (交通新聞社):  p. 3. (1993年4月1日)

#### 利用状況
大阪府統計年鑑
1. ↑  “昭和63年度大阪府統計年鑑　第11章　運輸及び通信” (PDF).   大阪府企画調整部統計課. p. 217 (1989年3月). 2021年8月14日閲覧。
2. ↑  “平成元年度大阪府統計年鑑　第11章　運輸及び通信” (PDF).   大阪府企画調整部統計課. p. 217 (1990年3月). 2021年8月14日閲覧。
3. ↑  “平成2年度大阪府統計年鑑　第11章　運輸及び通信” (PDF).   大阪府企画調整部統計課. p. 215 (1991年3月). 2021年8月14日閲覧。
4. ↑  “平成3年度大阪府統計年鑑　第11章　運輸及び通信” (PDF).   大阪府企画調整部統計課. p. 215 (1992年3月). 2021年8月14日閲覧。
5. ↑  “平成4年度大阪府統計年鑑　第11章　運輸及び通信” (PDF).   大阪府企画調整部統計課. p. 215 (1993年3月). 2021年8月14日閲覧。
6. ↑  “平成5年度大阪府統計年鑑　第11章　運輸及び通信” (PDF).   大阪府企画調整部統計課. p. 197 (1994年3月). 2021年8月14日閲覧。

## 隣の駅
南海電気鉄道
天王寺支線
今池町駅 - 飛田本通駅 - 天王寺駅